# Fortes romanos de Caersws
Os Fortes Romanos de Caersws são dois antigos campos militares romanos (em latim: castra) localizados em Caersws, Powys em Mid Wales. Eles foram guarnecidos durante a ocupação da Grã-Bretanha entre os séculos I e V, quando esta parte do País de Gales fazia parte da província romana da Britannia Superior. Uma seção remanescente da Estrada Romana fica a oeste dos acampamentos.

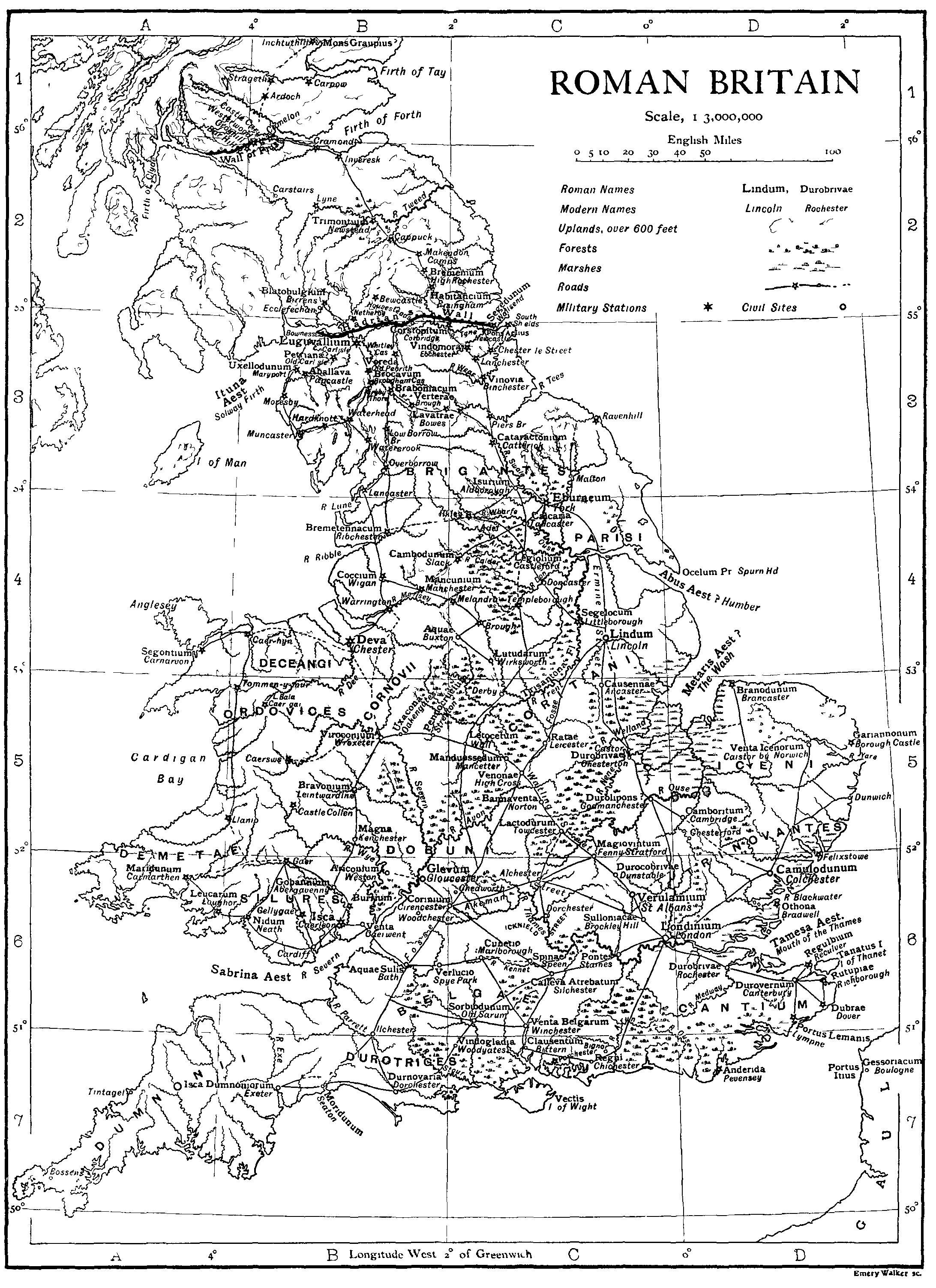
O mapa da Grã-Bretanha romana na Encyclopædia Britannica de 1911, exibindo Caersws.

## Topônimo
Os nomes latinos originais desses acampamentos são desconhecidos, embora sua localização tenha levado a uma tentativa de identificação com o " Mediolano "entre os Ordovicos descritos na Geografia Ptolomeu e no" Mediolano  "da Cosmografia de Ravena. Mediomano é um nome incomum e não atestado (literalmente "Mão Central"), sugerindo que pode ser um erro de escriba. Outros defendem a identificação desses locais com Llanfyllin  ou Meifod, enquanto alguns propõem que ambos os locais são idênticos ao Mediolano do Itinerário de Antonino, que foi firmemente identificado com Whitchurch em Shropshire.